# Hans-Peter Gundermann
Hans-Peter Gundermann (* 30. November 1930 in Magdeburg; † 26. Dezember 2016 in Hamburg) war ein deutscher Jurist und Manager.

## Leben
Hans-Peter Gundermann, Sohn des Beamten Werner Gundermann und dessen Frau Charlotte, geb. Bohne, wurde im Dom seiner Geburtsstadt Magdeburg konfirmiert. Er war der Bruder des Mediziners Knut-Olaf Gundermann. 1950 verließ seine Familie das im Zweiten Weltkrieg zerstörte, sowjetisch kontrollierte Magdeburg in Richtung Stade, Niedersachsen. Gundermann absolvierte während seiner juristischen Ausbildung in Deutschland 1952/53 ein Auslandsjahr am Harvard College und wurde 1961 an der Universität Hamburg zum Dr. jur. promoviert.

### Berufliches Wirken
Ab 1961 war er als Rechtsanwalt in Stade tätig. 1966 übernahm er die Rechtsabteilung der Hamburger Mobil Oil AG, bei der er seit 1964 beschäftigt war und wurde im Unternehmen 1972 in den Vorstand berufen. 1974 besuchte er die Harvard Business School.
Im September 1990 übernahm er als Generalbevollmächtigter der Treuhandsparte Energie Verantwortung für 260.000 Mitarbeiter in 200 Großbetrieben und geriet in dieser Funktion unberechtigt in Kritik. Im November 1991 wurde er vom Treuhand-Vorstand zunächst beurlaubt und dann gekündigt. Vorausgegangen war eine Auseinandersetzung mit dem neu ernannten Vorstandsmitglied der Treuhand,  Schucht, und ein Artikel im Tagesspiegel vom 23. November 1991. Beanstandet wurde zu langsames Vorankommen bei Privatisierungsmaßnahmen, beispielsweise des Tankstellenbetreibers Minol und der Fördergesellschaft Erdöl-Erdgas Gommern, insbesondere aber das Bestreben seiner Abteilung, VNG mit einer Satzungsklausel zu privatisieren, wonach die Übertragung von VNG-Aktien der Zustimmung des Unternehmens bedurft hätte. Tatsächlich war diese Klausel aber eine Auflage des Bundesministeriums für Wirtschaft zum Schutz der Minderheitsbeteiligten im Falle einer Veränderung im Kreis der Anteilseigner der VNG. Treuhandpräsidentin Breuel gab eine Ehrenerklärung zugunsten Gundermanns ab, der Tagesspiegel unterzeichnete am 2. August 1993 eine Unterlassungserklärung und entschuldigte sich. Viel später wurde der Vorwurf erhoben, bei der Privatisierung des Berliner VEB Wärmeanlagenbau (WBB) sei von seiner Abteilung die wirtschaftliche Situation des Betriebs höchst oberflächlich geprüft, die finanzielle Solvenz des erwerbenden Schweizer Unternehmens Chematec über die eigene Lage dort nie. Gundermann selbst wurde indes durch Schreiben des Präsidenten der Treuhandnachfolgeorganisation BvS, Heinrich Hornef, vom 22. September 1995 und vom 17. November 1995 unter Bezugnahme auf die interne Revision von allen Vorwürfen freigesprochen. Nach internen Prüfungsberichten soll Gundermann auch beim Verkauf des ehemaligen Petrochemischen Kombinats (PCK) in Schwedt dem Käuferkonsortium besonders günstige Bedingungen eingeräumt haben. Auch dieser Vorwurf wurde ausgeräumt und die Privatisierung Schwedts später als Erfolg bewertet, weil DM 2 Mrd. von den Käufern investiert worden waren (Märkische Zeitung vom 28. August 1995). Gundermann selbst hielt die Vorwürfe für ungerechtfertigt und sah sich durch die Vorwürfe in seiner Ehre verletzt. Er beschäftigte noch bis 1996 mittels umfangreicher Dienstaufsichtsbeschwerden auch die Treuhand-Nachfolgeorganisation, die Bundesanstalt für vereinigungsbedingte Sonderaufgaben (BvS).
Von 1992 bis 1996 war er bei der Ruhrgas AG als Unternehmensberater tätig.

### Sonstiges Engagement

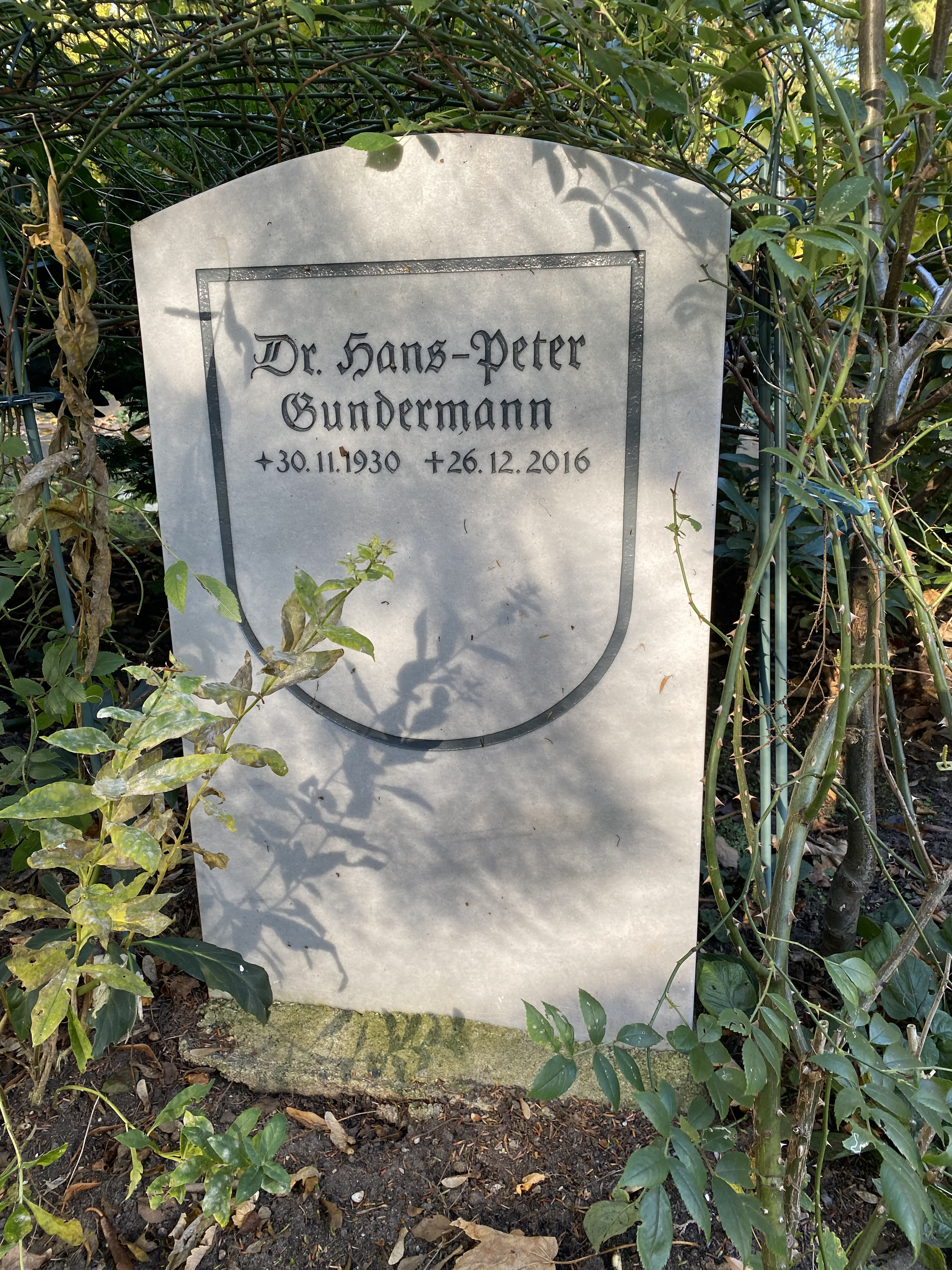
Grabstätte

Hans-Peter Gundermann erwarb mit seiner Frau Adelhaid (⚭ 7. Mai 1965 in Hamburg; 1 Tochter, 1 Sohn), genannt „Haidi“, geborene von Waldow und Enkelin des preußischen Generalleutnants Adolf Friedrich Leo Wulf von Waldow, im Jahr 1968 den Bungalow Marienhöhe 45 in der mittlerweile denkmalgeschützten Bewobau-Siedlung Quickborn, die 1962/63 nach den Entwürfen des Architekten Richard Neutra errichtet wurde. Dort lebte er bis zu seinem Tod.
Für die Restaurierung des Magdeburger Doms nach der Wiedervereinigung sammelte er 17.000 DM an Spendengeldern, 2001 für den Neubau des Südturms seiner Magdeburger Konfirmationskirche St.-Johannis nochmals 10.000 DM.

## Tod
Hans-Peter Gundermann starb in Hamburg im Alter von 86 Jahren und hinterließ Frau und Kinder. Die Trauerfeier fand in der Kirchengemeinde Hamburg-Niendorf statt. Beigesetzt wurde er auf dem Alten Niendorfer Friedhof. 

## Publikationen (Auswahl)
- Untersuchungen zu der Frage, ob sich aus § 1 STVO das im Straßenverkehr zu beobachtende Verhalten eindeutig bestimmen läßt und diese Vorschrift in Verbindung mit § 49 StVO dem Grundsatz 'Nullum crimen sine lege' entspricht. Diss., Hamburg, Rechtswissenschaftliche Fakultät, Universität Hamburg, 14. September 1961.
- Die Neuordnung der Energiewirtschaft in den fünf östlichen Bundesländern und ihre Probleme. In: Wolfgang Harms (Hrsg.): Neuordnung der Energiewirtschaft in den ostdeutschen Ländern. Aufbau der Stromwirtschaft, Umbau der Gaswirtschaft, Stellung der Kommunen. Vorträge und Diskussionen des Energierechts-Gesprächs am 21. März 1991. Heymann, Köln; Berlin; Bonn; München 1991, S. 3–26. ISBN 978-3-452-22170-4
- Das Unwort des Jahres 2003: „Tätervolk“. In: Deutschland-Journal – Jahresausgabe 2004. SWG, 1994. (pdf)
- Gedanken zu Deutschland. Veröffentlichungen aus den Jahren 1988 bis 2010. Books on Demand, Norderstedt 2010. ISBN 978-3-842-33903-3
- Die Rechtsunsicherheit im Straßenverkehr. Ihre Grundlage und die Möglichkeiten ihrer Beseitigung. Eine Erwiderung auf die Vorschläge von Wimmer, Bockelmann und Booß zur Neuordnung des Straßenverkehrsrechtes. Landesverkehrswacht Hamburg, Books on Demand, Norderstedt 2013. ISBN 978-3-842-33903-3